# Hermann-Ernst Schauer
Hermann-Ernst Schauer (* 28. Januar 1923 in Merseburg; † 14. Dezember 2011 in Berlin) war ein deutscher Antifaschist, der während des Zweiten Weltkrieges an der Seite belorussischer Partisanen kämpfte und als Fallschirm-Agent von der Roten Armee eingesetzt wurde.

## Leben
Schauer stammt aus einem deutsch-nationalen Elternhaus, sein Vater war ein hochdekorierter Offizier des Ersten Weltkriegs. Er besuchte ein humanistisches Gymnasium in Rostock und absolvierte nach dem Abitur die Kriegsschule in Potsdam.
1941 wurde er Leutnant und Zugführer in der 60. Infanterie-Division (mot.) der Wehrmacht. Während des Krieges gegen die Sowjetunion geriet er am 11. oder 12. Juli 1941 nach einer Verwundung bei Berdytschiw in Kriegsgefangenschaft in Lagern in Jelabuga und Oranki. 1943 beteiligte er sich an der Gründung des Nationalkomitees Freies Deutschland (NKFD).
Nach einem Lehrgang an der Antifa-Schule in Krasnogorsk entschloss er sich zu einem Einsatz hinter der Front im Partisanen-Gebiet. Im März 1944 sprang er 60 Kilometer nördlich von Minsk mit dem Fallschirm ab und war mit drei anderen NKFD-Kameraden zuständig für die Aufklärungsarbeit bei den Soldaten der umliegenden Wehrmachtgarnisonen.
Nach Kriegsende wurde er 1945 Mitglied der KPD und mit der Zwangsvereinigung von SPD und KPD Mitglied der SED. Er arbeitete beim Berliner Rundfunk und danach studierte er Geschichte und Germanistik an der Humboldt-Universität zu Berlin. Ab 1953 war er tätig in der Staatlichen Kommission für Kunstangelegenheiten als wissenschaftlicher Mitarbeiter der DDR-Kulturminister bis zum Januar 1990. 1958 wurde er Leiter der neugeschaffenen Vereinigung der volkseigenen Betriebe des Filmwesens, wo er maßgeblich an Filmverboten beteiligt war.

## Auszeichnungen
- 1985 Medaille „40. Jahrestag des Sieges im Großen Vaterländischen Krieg 1941–1945“[5]

## Schriften (Auswahl)
- Bleib aufrecht, mein Sohn. Eine autobiographische Erzählung. Trafo-Verlag: Berlin 2005 Rezensionen
- In den Wäldern Belorußlands. Erinnerungen sowjetischer Partisanen und deutscher Antifaschisten.
- Der Sowjetische Film. Henschelverlag: Berlin 1974
- Die Zeit in Grossaufnahme. Aufsätze, Erinnerungen, Werkstattnotizen / Wsewolod Pudowkin. Henschelverlag: Berlin 1983
- Grundprobleme der Adaption literarischer Prosa durch den Spielfilm. Phil. Diss. HU Berlin 1965
- Eine Rehabilitation in den Augen der Welt. Vor 65 Jahren wurden das Nationalkomitee »Freies Deutschland« und der »Bund Deutscher Offiziere« gegründet. In: DRAFD-Info September 2008, S. 1–5